# Municipio de Bird (condado de Jackson)
El municipio de Bird (en inglés: Bird Township) es un municipio ubicado en el condado de Jackson en el estado estadounidense de Arkansas. En el año 2010 tenía una población de 2102 habitantes y una densidad poblacional de 8,93 personas por km².

## Geografía
El municipio de Bird se encuentra ubicado en las coordenadas 35°45′27″N 91°11′2″O / 35.75750, -91.18389. Según la Oficina del Censo de los Estados Unidos, el municipio tiene una superficie total de 235.26 km², de la cual 232,86 km² corresponden a tierra firme y (1,02 %) 2,39 km² es agua.

## Demografía
Según el censo de 2010, había 2102 personas residiendo en el municipio de Bird. La densidad de población era de 8,93 hab./km². De los 2102 habitantes, el municipio de Bird estaba compuesto por el 92,77 % blancos, el 5,38 % eran afroamericanos, el 0,29 % eran amerindios, el 0,24 % eran de otras razas y el 1,33 % eran de una mezcla de razas. Del total de la población el 0,76 % eran hispanos o latinos de cualquier raza.